# Karl von Weber (Offizier)
Karl Weber, seit 1917 Ritter von Weber (* 23. August 1892 in Geiselbach; † 20. Juli 1941 bei Smolensk) war ein deutscher Generalmajor und Kommandeur der 17. Panzer-Division im Zweiten Weltkrieg.

## Leben
Weber war der Sohn des Holzfabrikbesitzers Edmund Weber und dessen Ehefrau Eleonore, geborene Franz. Nach dem Besuch eines humanistischen Gymnasiums trat er am 1. Oktober 1911 als Fahnenjunker in das 13. Infanterie-Regiment „Franz Joseph I., Kaiser von Österreich und Apostolischer König von Ungarn“ der Bayerischen Armee ein und wurde am 21. Mai 1912 zum Fähnrich befördert.
Mit seinem Regiment zog Leutnant (seit 25. Oktober 1913) Weber in den Ersten Weltkrieg und kam während der Grenzschlachten an der Westfront erstmals zum Einsatz. Im weiteren Verlauf des Krieges verblieb er dort, wurde am 17. Januar 1917 zum Oberleutnant befördert und während der Stellungskämpfe bei Artois 1918 zwei Mal verwundet. Für seine außergewöhnlichen militärischen Verdienste ("weil er in der Flandernschlacht in den Kämpfen nördlich Poelkapelle am 9. Oktober 1917 in rascher, richtiger Erfassung der Dringlichkeit der Lage unter schwierigsten Verhältnissen die Führung einer wankenden Kampftruppe an sich gerissen, mit vorbildlicher Tatkraft und hervorragender persönlicher Tapferkeit dem übermächtigen feindlichen Angriff halt geboten und damit der Durchführung des Gesamtwiderstandes wesentlich genützt hat") erhielt er am 9. Oktober 1917 das Ritterkreuz des Militär-Max-Joseph-Ordens und durfte sich aufgrund der damit verbundenen Erhebung in den persönlichen Adel ab diesem Zeitpunkt Ritter von Weber nennen. Daneben wurde er während des Krieges mit beiden Klassen des Eisernen Kreuzes, dem Verwundetenabzeichen in Schwarz, dem Bayerischen Militärverdienstorden IV. Klasse mit Schwertern sowie dem Österreichischen Militärverdienstkreuz III. Klasse mit der Kriegsdekoration ausgezeichnet.
Nach Kriegsende erfolgte seine Übernahme in die Reichswehr. Dort wurde er zunächst in einem Infanterie-Regiment verwendet und 1921 zur 3. (Preußische) Kraftfahr-Abteilung nach Berlin kommandiert. Seine Beförderung zum Hauptmann erhielt Weber am 1. Februar 1923 und am 21. März 1927 wurde er in das 20. (Bayerisches) Infanterie-Regiment nach Regensburg versetzt. Von dort wurde er zunächst am 1. März 1930 in das Reichswehrministerium nach Berlin kommandiert und am 1. April 1930 in das dortige Heereswaffenamt versetzt. In der Folgezeit erhielt Weber am 1. Februar 1932 die Beförderung zum Major, am 1. August 1934 zum Oberstleutnant und am 1. Januar 1937 zum Oberst.
Als solcher nahm er nach Beginn des Zweiten Weltkriegs als Regimentskommandeur am Polen- und am Westfeldzug teil. Am 1. November 1940 übernahm Weber, der am 1. Dezember 1940 zum Generalmajor befördert wurde, die Schützen-Brigade 17, die er bis zum 28. Juni 1941 kommandierte. Anschließend wurde er kurzzeitig in die Führerreserve versetzt und am 7. Juli 1941 mit der Führung der 17. Panzer-Division beauftragt. Während der Kesselschlacht bei Smolensk erlitt er eine schwere Verwundung und verstarb wenig später im Lazarett.